# Football Club Mamer 32
Pour les articles homonymes, voir FC Mamer 32.
Maillots
Actualités
Le FC Mamer 32 (forme raccourcie de Football Club Mamer 1932) est un club de football luxembourgeois, fondé en 1932 et basé à Mamer. Il évolue en BGL Ligue, la première division luxembourgeoise de football.

## Historique

### Fondation et stagnation en amateur (1932 - 1999)
Le Football Club Mamer 1932 est fondé le 1er janvier 1932 et débute son histoire dans les championnats amateurs du football luxembourgeois pendant une soixantaine d'années. Ainsi, le club atteint pour la première fois dans les années 70 la 1.Division, le troisième échelon du football luxembourgeois avant d'être rapidement relégué.
En 1992, le FC Mamer 32 est une nouvelle fois promu en troisième division et se maintient à ce niveau durant quelques années.

### Découverte de la BGL Ligue (1999 - 2007)
À l'issue de la saison 1999-2000 de 1.Division, le club obtient sa montée en Promotion d'Honneur pour la première fois de son histoire en terminant vice-champion, mais est rapidement relégué à la fin de la saison suivante.
Quatre ans plus tard, le FC Mamer 32 retrouve la Promotion d'Honneur en terminant une nouvelle fois vice-champion du championnat. Lors de la saison 2005-2006, le club termine à la 4e place du championnat et dispute ainsi un barrage de promotion face à l'US Rumelange au Stade Municipal de Schifflange. Après une séance de tirs au but, le FC Mamer 32 accède à l'élite du football luxembourgeois pour la première fois de son histoire.
En grande difficulté durant la saison 2006-2007, le club n'enregistre seulement que quatre victoires en vingt-six rencontres et voit donc immédiatement relégué en Promotion d'Honneur.

### Redescente en amateur (2007 - 2014)
De retour en deuxième division, le club vie une saison 2008-2009 cauchemardesque l'envoyant en 1.Division pour la première fois depuis quatre ans.
De retour en Promotion d'Honneur en 2011, le FC Mamer 32 redescend deux ans plus tard en troisième division avant de finir pour la première fois de son histoire champion de 1.Division à l'issue de la saison 2013-2014.

### Stabilisation en deuxième division (2014 - 2025)
Disputant régulièrement le ventre mou du classement de deuxième division, Mamer dispute néanmoins un barrage de promotion à l'issue de la saison 2021-2022 face à l'US Hostert où le club s'inclinera lors d'une séance de tirs au but après un match à suspens qui se termine sur le score de deux buts partout à l'issue des prolongations,.

### Accession à la BGL Ligue (depuis 2025)
À l'issue de la saison 2024-2025 de Promotion d'Honneur, le FC Mamer 32 termine officiellement champion de deuxième division pour la première fois de son histoire et accède pour la première fois depuis 18 ans à la BGL Ligue. 

## Palmarès

### Palmarès
Le tableau suivant récapitule les performances du FC Mamer 32 dans les différentes compétitions officielles luxembourgeoises.
| Compétitions nationales |
| --- |
| - BGL Ligue - Meilleure performance : 13e en 2007 - Coupe du Luxembourg - Meilleure performance : 16e de finaliste en 2016, 2018, 2019, 2022, 2023 et 2024 - Promotion d'Honneur - Champion : 2025 - 1.Division - Champion : 2014 |